# Осман Батиров
Осма́н Бати́ров (крим. Osman Batırov; рос. Осман Батыров; 1910, Сімферополь — 6 листопада 1943, Крим) — кримськотатарський журналіст.

## Життєпис
Осман Батиров народився у 1910 році в Сімферополі. Його батьком був Нафе Батиров, садівник та майстер солінь у великому радгоспі «Красний» біля Сімферополя.
Початкову освіту Осман Батиров отримав у районній школі, потім вступив до середньої школи, став комсомольцем, працював у піонерській роботі за ініціативи Кримкому комсомолу.
Працював літературним працівником у газеті «Яш къувет» (укр. Вікова сила) і «Совет эдебияты» (укр. Радянська література).
Під час німецько-радянської війни залишився у Криму й вів підпільну діяльність проти нацистів. 6 листопада 1943 року Османа Батирова схопили німецькі солдати та стратили.